# Walter Winterburn

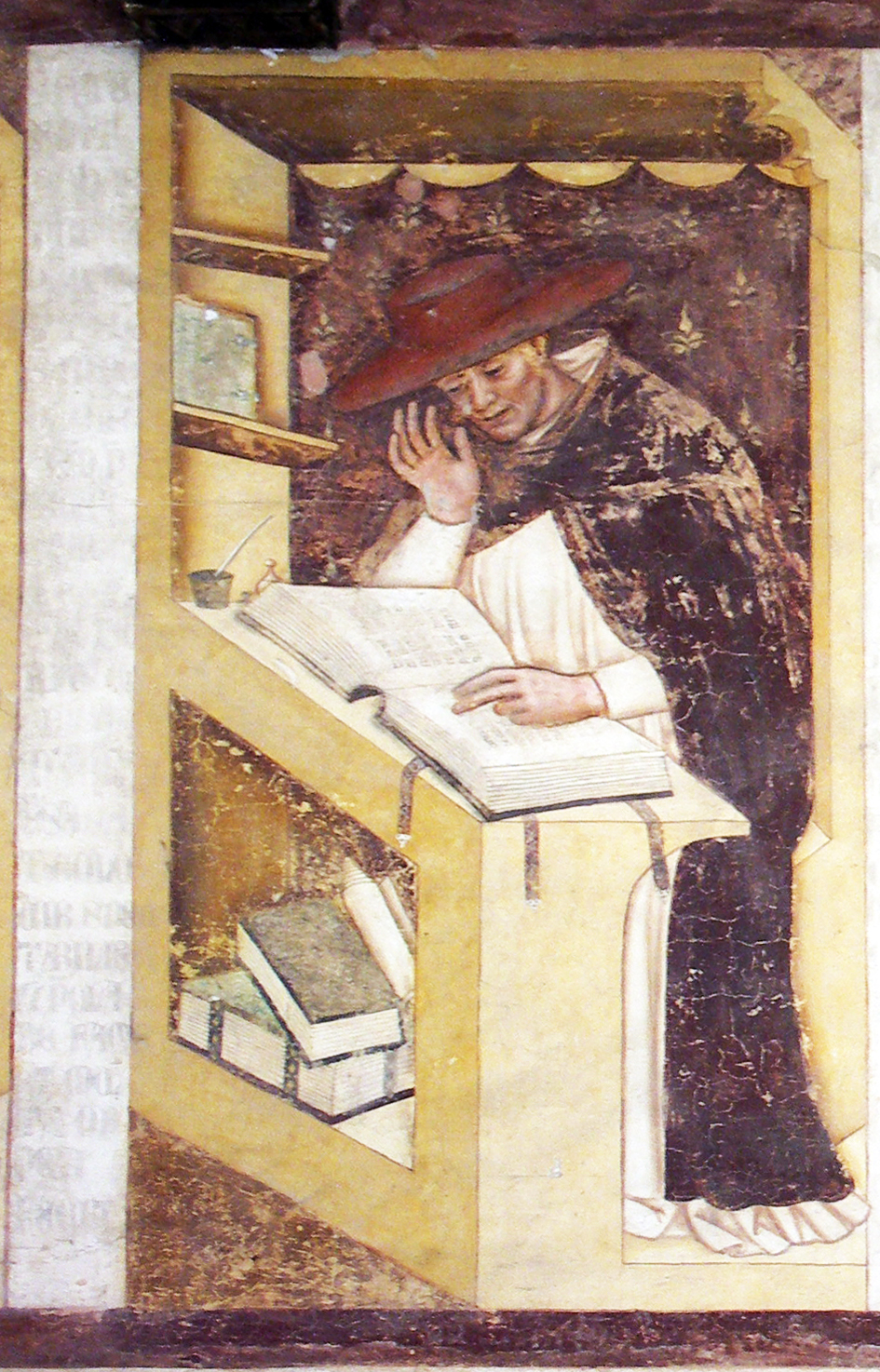
Kardinal Walter Winterbourne OP (Fresko im Kapitelsaal von San Niccolò in Treviso, 1352)

Walter Winterburn OP (* ca. 1225 in Salisbury, England; † 24. September 1305 in Genua, Italien) war ein Kardinal der Römischen Kirche.

## Leben
Nach seinem Eintritt in den Orden der Dominikaner studierte Winterburn Theologie in Paris und Oxford. Seine Studien schloss er mit einem Doktorat ab.
Von 1290 bis 1296 Provinzial der englischen Ordensprovinz des Dominikanerordens, war er Beichtvater und Spiritual König Eduards I. und seiner Familie.
Am 19. Februar 1304 zum Kardinalpriester der Titelkirche Santa Sabina erhoben, reiste er zum Konklave 1304–1305 nach Italien. Im Anschluss sandte der neue Papst Clemens V. ihn mit Kardinal Niccolò Alberti nach Frankreich. Hier sollte er die Lehren des Franziskaners Piergiovanni Olivi überprüfen.
Er starb auf der Reise nach Frankreich in Genua und wurde in der dortigen Dominikanerkirche beigesetzt. Später wurden seine Gebeine nach London überführt und in Blackfriars beigesetzt.

## Werke
Winterburn verfasste zahlreiche Gedichte und theologische Schriften.